# Коноплянка (фильм)
«Коноплянка» (пол. Konopielka) — польский чёрно-белый художественный фильм, комедия 1981 года.

## Сюжет
Казюк Бартошевич — крестьянин из села, находящегося среди болот. Уже много поколений людей здесь сохраняется традиционный уклад жизни, например, пшеницу жнут серпом. Почти никто отсюда никогда не выезжал, потому что нет хорошей дороги через болота. Знание жителей села о мире опирается на традиции и наблюдения природы. Но теперь сюда медленно добирается цивилизация. Болота будут осушены, возникнет дорога в город, будет электрификация. Проживающая в хате Казюка учительница вводит новые обычаи, в частности, тоже сексуальное. Казюк сначала сердится на неё и не хочет знать, что земля круглая. Однако с течением времени он принимает некоторые новшества и первый в селе идёт косить пшеницу косой. Большинство жителей села верит, что это большой грех. Казюк постанавливает совершить ещё один грех — срезать святое дерево, которое от века веков растёт на его земле.

## В ролях
- Кшиштоф Майхжак — Казюк Бартошевич
- Анна Сенюк — Хандзя, жена Казюка
- Иоанна Сенкевич — Иоля, учительница
- Ежи Блёк — Юзеф, отец Казюка
- Марек Сюдым — Михал, брат Казюка
- Войцех Загурский — Шимон
- Ян Юревич — Филип
- Тадеуш Войтых — Домин
- Александер Фогель — староста в селе
- Аркадиуш Базак — делегат от повята
- Францишек Печка — дед / Бог во сне Казюка
- Милевская, Анна — Матерь Божья во сне Казюка
- Марек Кемпиньский — геодезист
- Яцек Калуцкий — Збышек, любовник учительницы
- Сильвестер Мацеевский — солдат в моторной лодке